# Superpozycja (okrętownictwo)

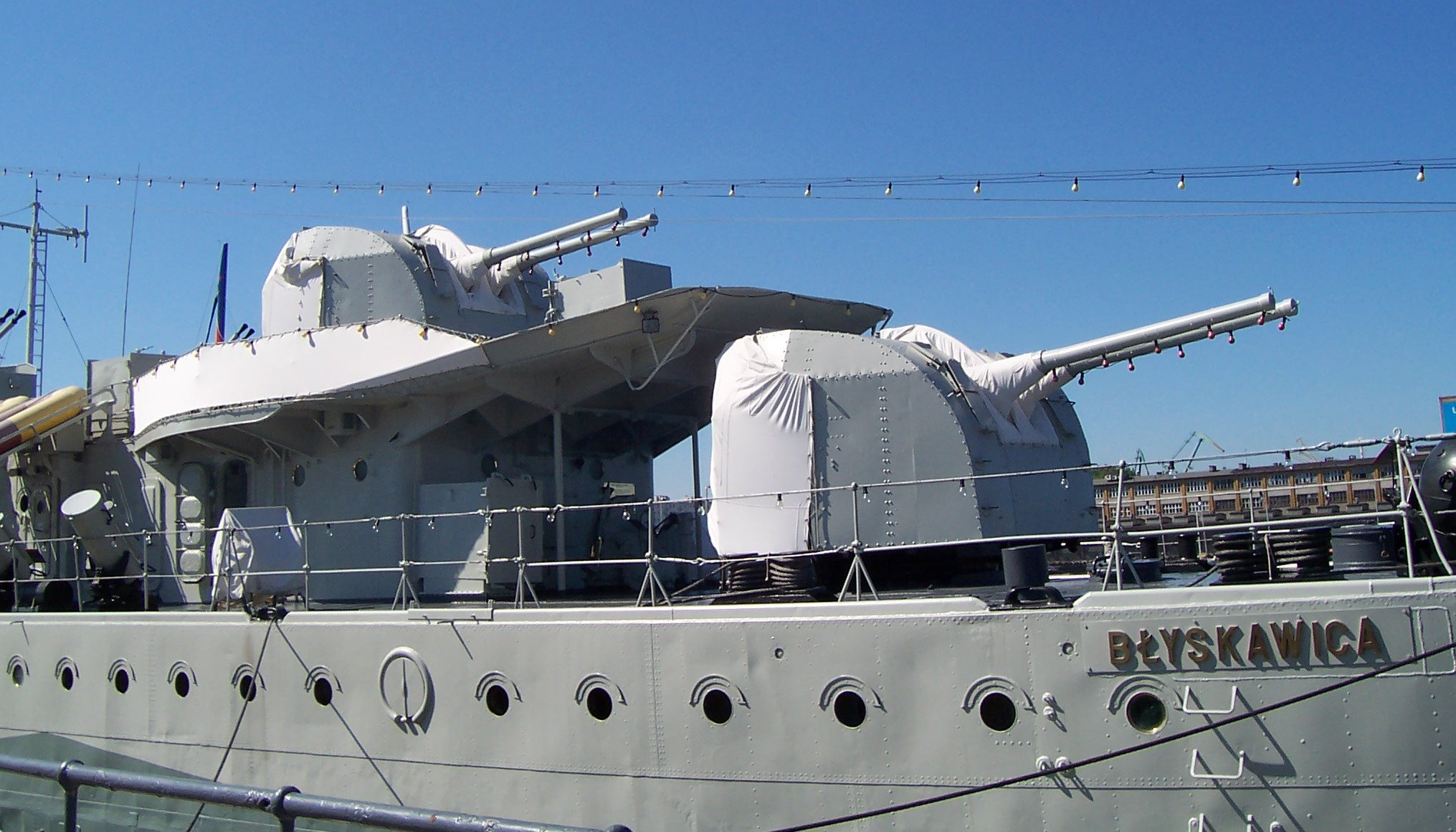
Artyleria w superpozycji na rufie niszczyciela ORP Błyskawica (na przedłużeniu pokładu nadbudówki, między działami - osłona przeciwpodmuchowa)

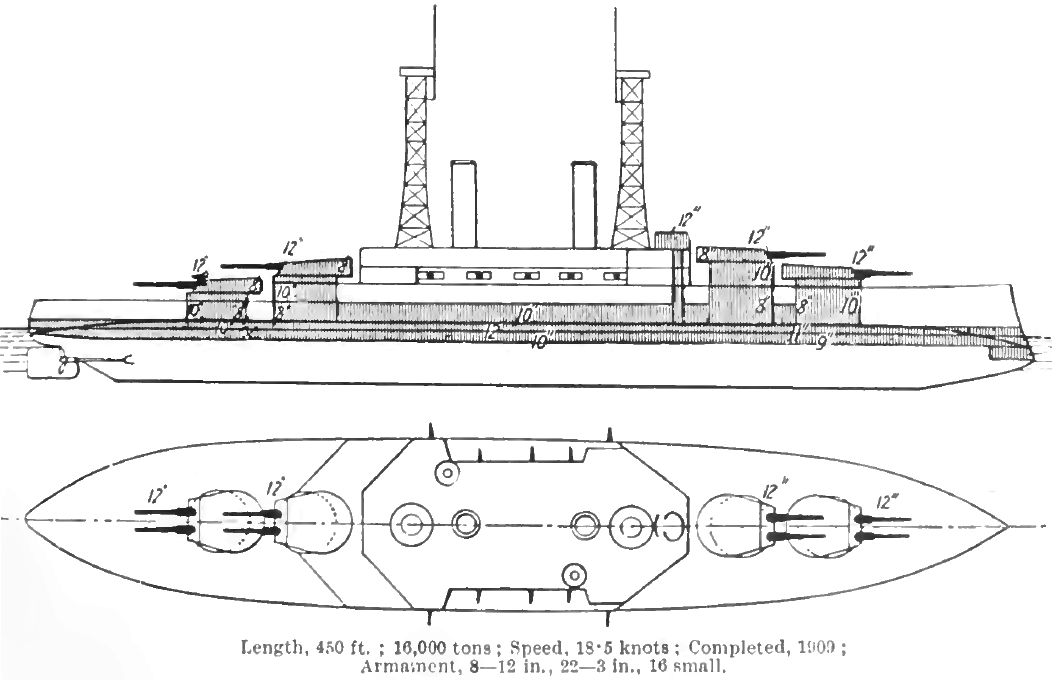
Schemat rozmieszczenia uzbrojenia w superpozycji na pancernikach typu South Carolina

Superpozycja – ustawienie dział lub wież artyleryjskich na okręcie w taki sposób, że drugie działo lub wieża umieszczone jest na podwyższeniu za pierwszym działem (wieżą) i może strzelać ponad nim.
Termin ten używany jest najczęściej w stosunku do wież lub dział  tego samego kalibru, umieszczonych w płaszczyźnie symetrii kadłuba, stanowiących artylerię główną okrętu. Rozmieszczenie dział w superpozycji ma kilka zalet, przede wszystkim umożliwia większej liczbie  dział strzelanie w kierunku burt (salwa burtowa), jak i w kierunku dziobu lub rufy okrętu. Tym samym pozwala na bardziej racjonalne wykorzystanie dział lub zmniejszenie ich liczby bez redukcji mocy bojowej okrętu. Ponadto umożliwia skrócenie długości okrętu w stosunku do układu, w którym wszystkie wieże dział umieszczone są w osi podłużnej na jednym poziomie. W przypadku dział w odkrytych lub półodkrytych stanowiskach zwykle zachodzi jednak potrzeba stosowania osłon, chroniących dolne stanowisko przed skutkami podmuchu wystrzału z górnego działa.

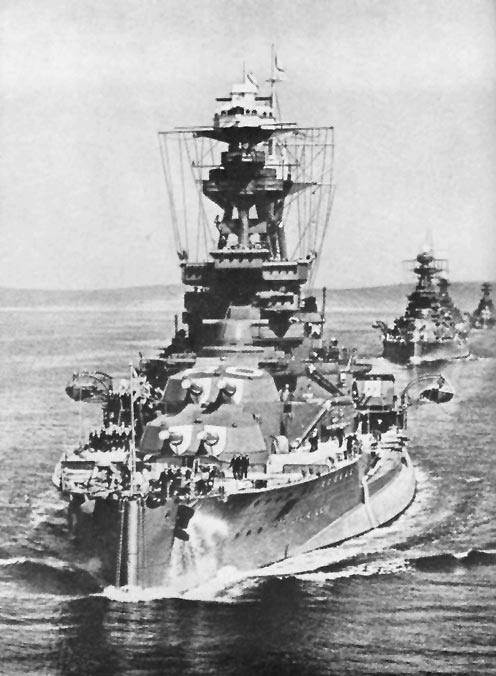
HMS "Royal Oak" z wieżami artylerii głównego kalibru ustawionymi w superpozycji

Umieszczanie dział w superpozycji wprowadzono przed I wojną światową, początkowo na pancernikach, następnie także na okrętach innych klas. Pierwszym okrętem z takim rozmieszczeniem artylerii na rufie, lecz dwóch kalibrów, był francuski pancernik „Henri IV” wodowany w 1899. Testy takiego rozmieszczenia prowadzono w 1907 w USA na monitorze USS "Florida", po czym pierwszymi okrętami z artylerią główną w superpozycji stały się amerykańskie pancerniki typu South Carolina, projektowane od 1905 i wodowane w 1908 (pierwsze amerykańskie drednoty). Układ taki był następnie stosowany na licznych innych okrętach, a po I wojnie światowej stał się dominujący w konstrukcji okrętów. Po raz pierwszy działa w superpozycji na niszczycielach zastosowano na dziobie na brytyjskich liderach typu Parker z 1916, a na dziobie i rufie na typie V/W z 1917. Umieszczanie dział w superpozycji zaczęło stopniowo zanikać dopiero po II wojnie światowej, wraz ze zmniejszeniem się roli artylerii okrętowej i liczby dział na okrętach. Sporadycznie stosowano trzy wieże lub działa głównego kalibru w superpozycji, np. w krążownikach typu Dido.
Termin ten nie odnosi się do lżejszych dział umieszczonych na nadbudówce za wieżą artyleryjską, piętrowych układów dział, np. w kazamatach, ani do sporadycznie stosowanych wież dział umieszczonych na dachu innej wieży.